# Gewone pantserwants
De gewone pantserwants (Eurygaster testudinaria) is een wants uit de familie pantserwantsen (Scutelleridae). De soort werd voor het eerst wetenschappelijk beschreven door Étienne Geoffroy Saint-Hilaire in 1785.

## Uiterlijk
De gewone pantserwants is variabel van kleur en tekening. De kleuren variëren van lichtbruin, grijsbruin, geelgrijs, donkerbruin tot roodbruin. De tekening bestaat uit lichtere, brede dwarsstrepen op de rug, maar dat is niet altijd even duidelijk. Net als de andere soorten pantserwantsen heeft hij een breed eivormig lichaam en bedekt het scutellum het hele achterlijf. De lichaamslengte is 9 tot 11 millimeter.
Hij lijkt veel op de in Nederland minder algemene schaarse pantserwants (Eurygaster maura). Verschillen zijn: De bouw van de 'neus'. Bij de gewone pantserwants ligt de clypeus aan de voorkant van de kop iets dieper tussen de wangen verzonken en bij schaarse pantserwants ligt de clypeus in één vlak met de wangen. Bij wantsen wordt dat de tylus genoemd. (= de begrenzing tussen de wangen).
Er is verschil in de verhoudingen van de antennesegmenten. Bij de gewone padpantserwants is het tweede segment van de antenne 1,5 keer langer dan het derde segment. Bij de schaarse pantserwants is het tweede segment van de antenne 2 keer langer dan het derde segment. De vorm van de schouders is bij de gewone pantserwants iets iets breder en spitser.

## Verspreiding en habitat
De gewone pantserwants komt in Europa voor van zuidelijk Scandinavië tot het noordelijk deel van het Middellandse Zeegebied en verder naar het oosten via Centraal-Azië tot in Noord-China en Japan In tegenstelling tot de schaarse pantserwants leeft de gewone pantserwants in vochtige, open of gedeeltelijk schaduwrijke leefgebieden. Zoals biotopen met hoge zegge, moerasachtige biotopen en zelfs biotopen met zout water.

## Leefwijze

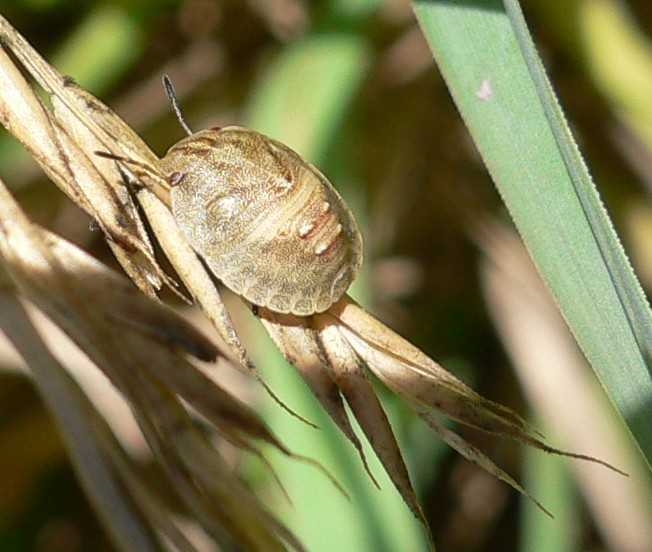
Nimf Eurygaster testudinaria, schildpadpantserwants

Ze zijn te vinden op grassen (Poaceae), planten uit de cypergrassenfamilie (Cyperaceae) (zoals wollegras (Eriophorum), zegge (Carex), Scirpus) en planten uit de russenfamilie (Juncaceae) (zoals rus (Juncus). Oudere nimfen en volwassen wantsen zitten echter ook op planten uit de composietenfamilie (Asteraceae), schermbloemenfamilie (Apiaceae) en op andere planten. De volwassen wantsen overwinteren. De vrouwtjes leggen eieren in het voorjaar aan de onderzijde van de bladeren. Na een paar weken komen de eieren uit en verschijnen de jonge nimfen.
Na vijf vervellingen zijn ze in juli/augustus volledig ontwikkeld en klaar om te overwinteren in de strooisellaag.